# Chad Erskine
Pour les articles homonymes, voir Erskine.
Pas d'image ? Cliquez ici

a Compétitions nationales et continentales officielles uniquement.

b Matchs officiels uniquement.
Dernière mise à jour le 11 mai 2023.
Chad Esme Erskine, né le 1er août 1980 à Pietermaritzburg (Afrique du Sud), est un joueur de rugby à XV qui joue avec l'équipe des États-Unis entre 2006 et 2008, évoluant au poste de demi de mêlée (1,77 m et 88 kg).

## Biographie
Né en Afrique du Sud, Chad Erskine déménage aux États-Unis où il joue pour Santa Monica, Old Mission Beach AC, et les Chicago Lions. Il obtient sa première cape internationale le 12 août 2006 à l'occasion d’un match contre l'Équipe du Canada. Il est retenu dans le groupe pour la Coupe du monde 2007. En 2006, il joue avec le Waterloo RFC en National Division Two.

## Statistiques en équipe nationale
- 10 sélections
- 5 points (1 essai)
- Sélections par années : 3 en 2006, 4 en 2007, 3 en 2008
- En coupe du monde :
  - 2007 : 4 sélections (Angleterre, Tonga, Samoa, Afrique du Sud)